# Spominski znak Vražji kamen
Spominski znak Vražji kamen je spominski znak Slovenske vojske, ki je namenjen pripadnikom takratne TO RS, ki so sodelovali pri zavzetju skladišča JLA Vražji kamen.

## Nosilci
- seznam nosilcev spominskega znaka Vražji kamen